# Поль, Александр Петрович
Александр Петрович Поль (ок. 1820 — 1888) — генерал-лейтенант русской императорской армии.

## Биография
Родился около 1820 года, происходил из дворян Санкт-Петербургской губернии.
Воспитывался в одном из частных учебных заведений Санкт-Петербурга. В 1837 году поступил рядовым в гренадерский Екатеринославский Его Величества полк; в 1844 году переведён в лейб-гвардии Егерский полк.
Во время Венгерской кампании, в 1849 году, вместе со своим полком, принимал участие в походе гвардии, а во время Крымской войны был в составе войск, охранявших побережье Санкт-Петербургской и Выборгской губерний. В 1862 году был произведён в полковники.
В 1863 году был назначен командиром Великолуцкого пехотного полка и принимал участие в подавлении польского восстания.
В 1872 году был назначен Тамбовским губернским воинским начальником и 1 января 1873 года произведён в генерал-майоры. В 1881 году был назначен начальником 16-й местной бригады и в следующем году, 30 августа, за отличие по службе был произведён в генерал-лейтенанты.
С 1885 года — начальник 25-й пехотной дивизии.
Умер 26 августа (7 сентября) 1888 года.

## Награды
- орден Св. Владимира 3-й ст. (1875)
- орден Св. Станислава 1-й ст. (1878)
- орден Св. Анны 1-й ст. (1881)
- орден Св. Владимира 2-й ст. (1886)